# Ángel de luto (escultura)
Ángel de luto es un monumento público en la ciudad rusa de Tolyatti. Es un monumento a las víctimas de la represión política.
Niyaz Azizovich Yalymov, director de la organización Tolyatti Victims of Political Repression propuso en 1999 que se construyera un monumento de ese tipo. En 2000 se celebró un concurso de diseño. De los cinco finalistas, se aceptó la entrada de Igor Burmistenko. 
La estatua se instaló en el Veteran's Mall del Parque Central de Tolyatti y se inauguró el 30 de octubre (Día del Recuerdo de las Víctimas de Represiones Políticas) de 2005. La figura de bronce aún no estaba lista, por lo que se instaló una versión temporal de yeso para la abertura y luego se retiró. La estatua de bronce se instaló en abril de 2006.    
El costo total para la creación del monumento fue de 8 millones de rublos, compartido por los gobiernos regionales y municipales.
El escultor, Igor Burmistenko, miembro de la Unión de Artistas de la Federación de Rusia (y antes de la Unión de Artistas de la URSS) murió cinco años después del proyecto, y la estatua fue terminada por el arquitecto del proyecto I.N Prokopenko y fundida en bronce por V.A Fomin.

## Descripción
El complejo conmemorativo es un cuadrado con paneles de granito alrededor del perímetro. En un lado se encuentra la figura de bronce del  ángel sentado, de 2,8 metros de altura, sobre un pedestal de granito, con la cabeza ligeramente inclinada. En las manos del ángel hay un libro abierto con las palabras del Eclesiastés 3: 5, "Tiempo de recoger piedras".
En la pared detrás del ángel hay dos losas de granito. En una de ellas hay extractos de la  Constitución de la Federación de Rusia y la Declaración Universal de los Derechos Humanos de las Naciones Unidas. En la otra figuran los nombres de 171 residentes de la zona que fueron condenados a muerte por motivos políticos y a los que se rehabilitó posteriormente.
En enero de 2007, el complejo conmemorativo fue atacado por hooligans adolescentes que rompieron luces y dañaron farolas. El daño no se reparó pronto y el mantenimiento del monumento se retrasó en general. El monumento también es utilizado por chicos como lugar para acrobacias en patineta.
La escultura adquirió un nuevo simbolismo tras el atentado con bomba en el autobús de Tolyatti de 2007 (ocho muertos, 56 heridos), ocurrido el 31 de octubre, la mañana siguiente al Día de la Memoria de las Víctimas de las Represiones Políticas. El lugar real del atentado estaba cerrado para la investigación forense, por lo que los ciudadanos en duelo se reunieron en el Ángel del Luto (cerca del lugar del atentado) y encendieron velas. 